# Bethan Morley
Bethan Morley (* 9. Oktober 2001) ist eine britische Leichtathletin, die sich auf den Mittelstreckenlauf spezialisiert hat.

## Sportliche Laufbahn
Erste internationale Erfahrungen sammelte Bethan Morley bei den Crosslauf-Europameisterschaften 2023 in Brüssel, bei denen sie in der Mixed-Staffel in 19:48 min gemeinsam mit Joshua Lay, Adam Fogg und Khahisa Mhlanga die Bronzemedaille hinter den Teams aus Frankreich und den Niederlanden. Im Jahr darauf gewann sie bei den Crosslauf-Weltmeisterschaften 2024 in Belgrad in 23:00 min gemeinsam mit Thomas Keen, Alexandra Millard und Adam Fogg die Bronzemedaille in der Mixed-Staffel hinter den Teams aus Kenia und Äthiopien.

## Persönliche Bestleistungen
- 800 Meter: 2:05,38 min, 28. Mai 2022 in Manchester
- 1500 Meter: 4:14,08 min, 27. Mai 2018 in Manchester